# Escuela Nacional Superior Agronómica de Rennes
La Escuela Nacional Superior Agronómica de Rennes (en francés: École nationale supérieure agronomique, sigla ENSA) fue una escuela de ingeniería especializada en agronomía y agroalimentación. La escuela fue fundada en la finca Grandjouan en Nozay en 1833 y tuvo distintos nombres: Ferme-école de Grandjouan (1833), Institut agricole (1842), Récole regional d'agriculture (1849) y Escuela nacional de agricultura (ENA, 1870). Luego, tras numerosos debates, se trasladó a Rennes, donde está situada desde 1896. En 1962 se convirtió en Escuela nacional superior agronómica (ENSA). En 2004, el nombre de la escuela cambió a Agrocampus Rennes y en 2008 la escuela se unió al instituto nacional de horticultura de Angers para formar Agrocampus Ouest. Desde 2020, Agrocampus Ouest forma parte integrante del Agro Institute, al igual que la escuela de Montpellier y la escuela de Dijon. En 2022, la escuela se convierte en el Institut agro Rennes-Angers. 

## Historia

#### École de Grandjouan (1833-1848)
La primera escuela fue fundada por Jules Rieffel en el solar de Grandjouan, en la localidad de Nozay entre Rennes y Nantes. En efecto, en 1830 se creó una sociedad anónima con un capital de 400.000 francos para desarrollar una granja-escuela en el dominio de Grand-Jouan. En 1831 se establecieron talleres y forjas que fabricaban equipamiento agrícola para la finca, inspirándose en las últimas innovaciones técnicas. Paulatinamente se iría poniendo en marcha un catálogo de equipos para su venta.  En 1833 se abrió una escuela agrícola primaria para 20 estudiantes, hijos de campesinos, en su mayoría pobres.  La escuela recibió cada vez más subvenciones públicas y en 1842 se transformó en un instituto agrícola, destinado a la educación de los hijos de campesinos y de terratenientes ricos.

#### Escuela regional agrícola (1848) y luego escuela nacional agrícola (1870)
A raíz de la ley del 3 de octubre de 1848 que organiza la enseñanza agrícola en Francia, la escuela pasó a estar bajo control estatal.  Se convierte en una escuela regional agrícola, al igual que la escuela de Grignon y Saulsaie en Ain.
En 1854 se la llama Escuela Imperial de Agricultura  y pasado el Segundo Imperio, la escuela pasa a llamarse en 1873 Escuela nacional de agricultura. Así pues, los profesores son contratados por el Ministerio de Agricultura mediante concurso. 

### Instalación de la escuela en Rennes (1896)

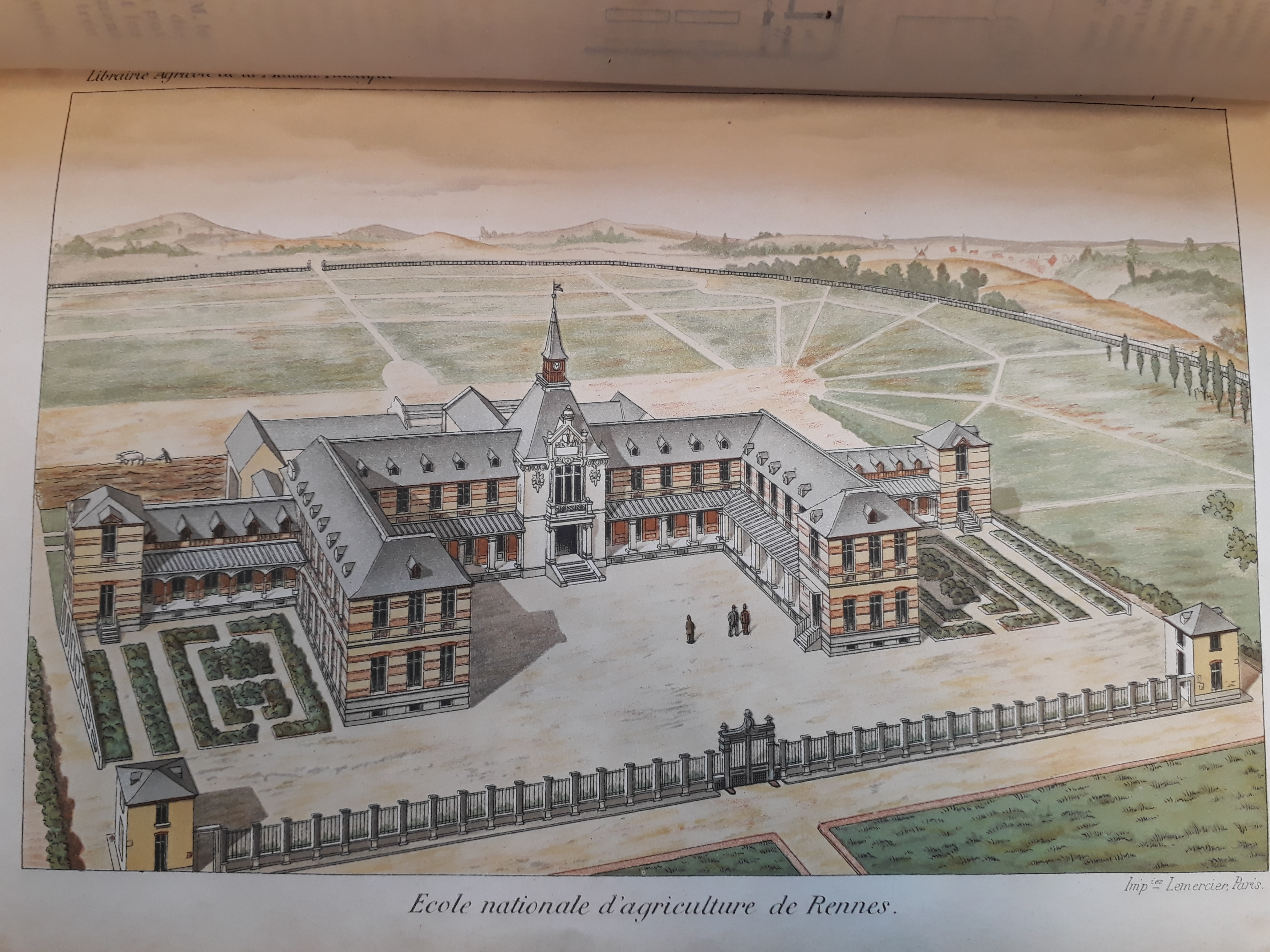
Dibujo del “Masure”, el edificio principal del campus de Rennes a finales del.

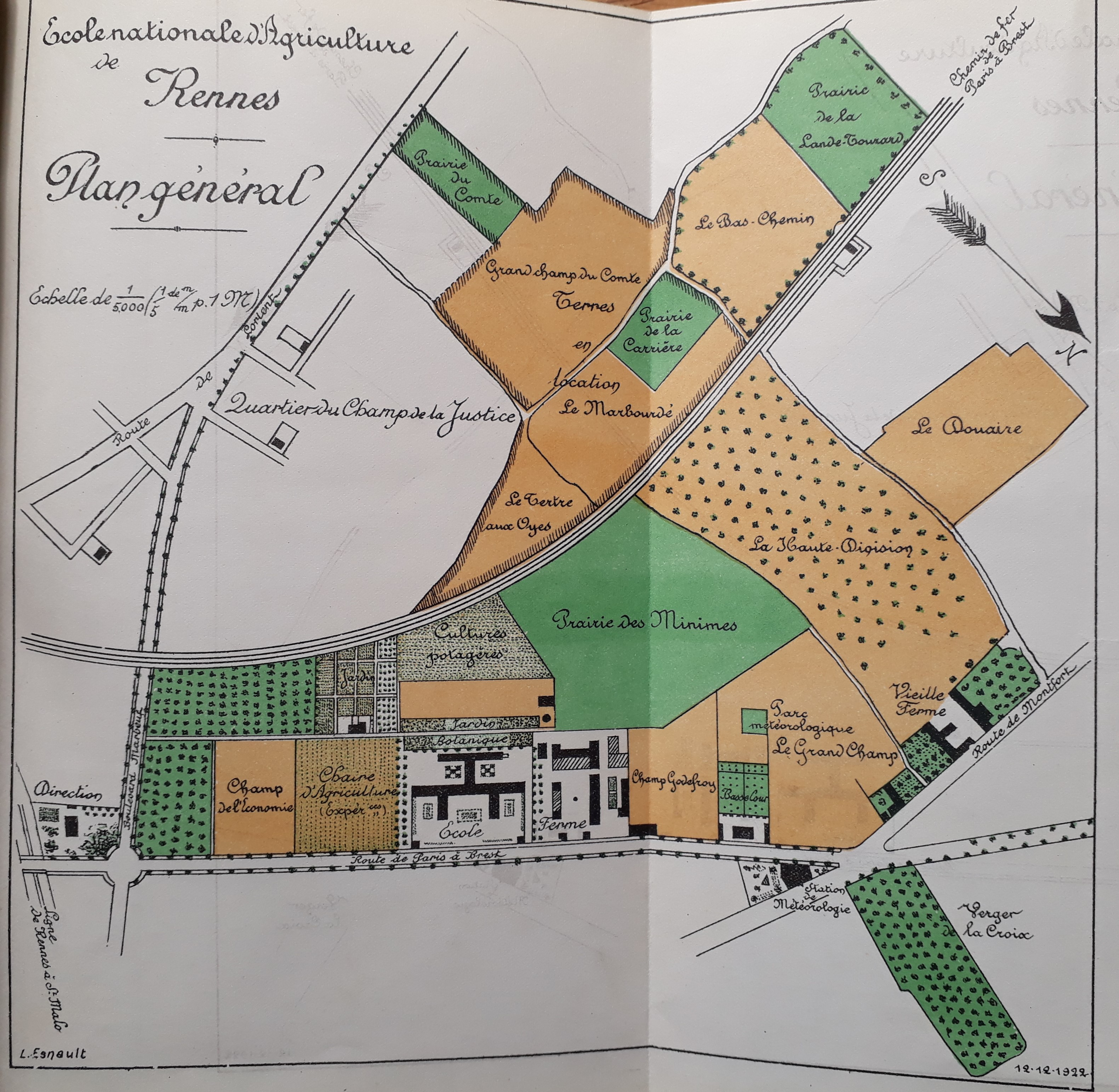
Plano de las tierras agrícolas y de la Escuela Nacional de Agricultura de Rennes en 1922.

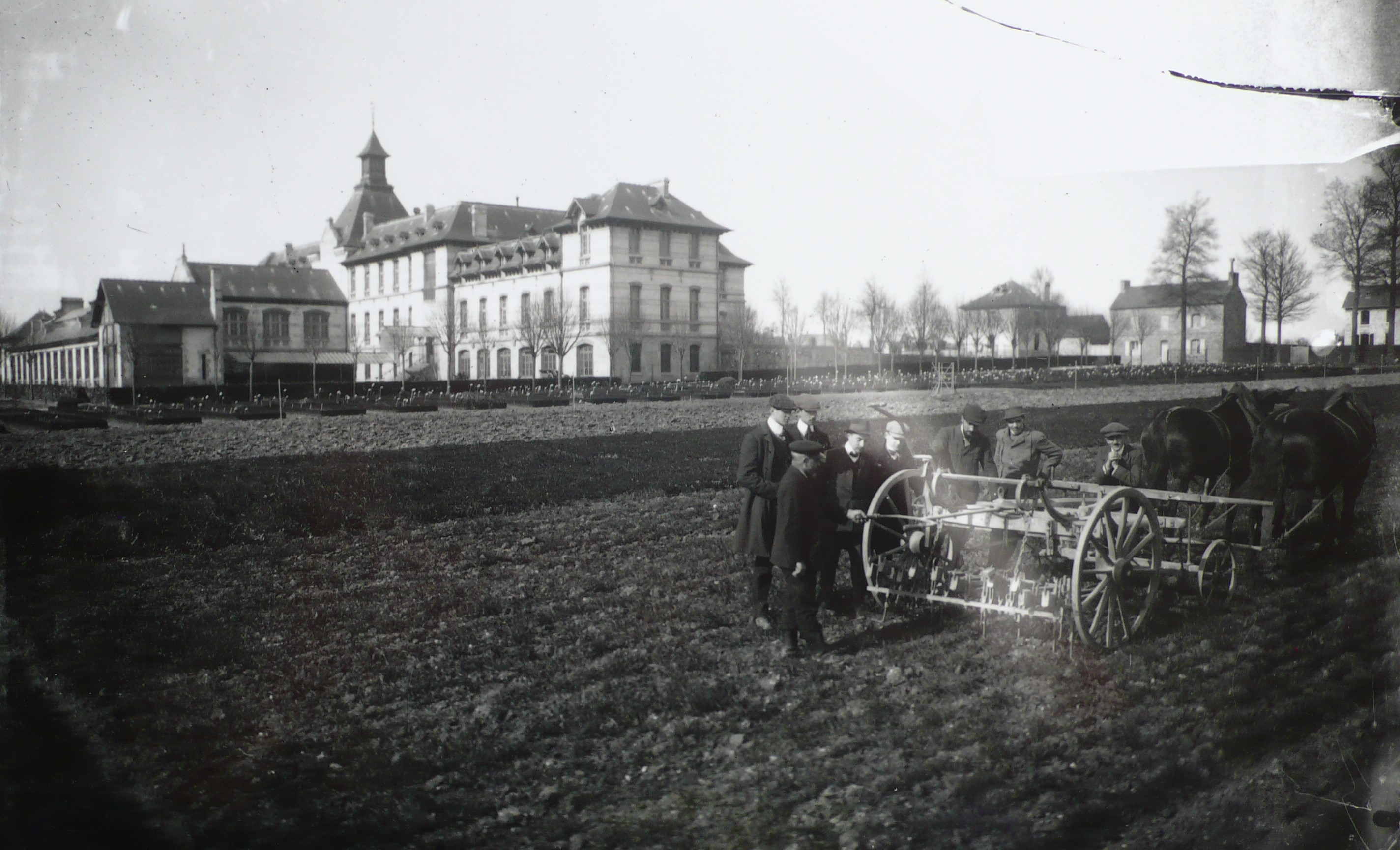
Demostración de una sembradora en el terreno de la escuela nacional de agricultura, alrededor de 1918. Al fondo, el “Masure”.

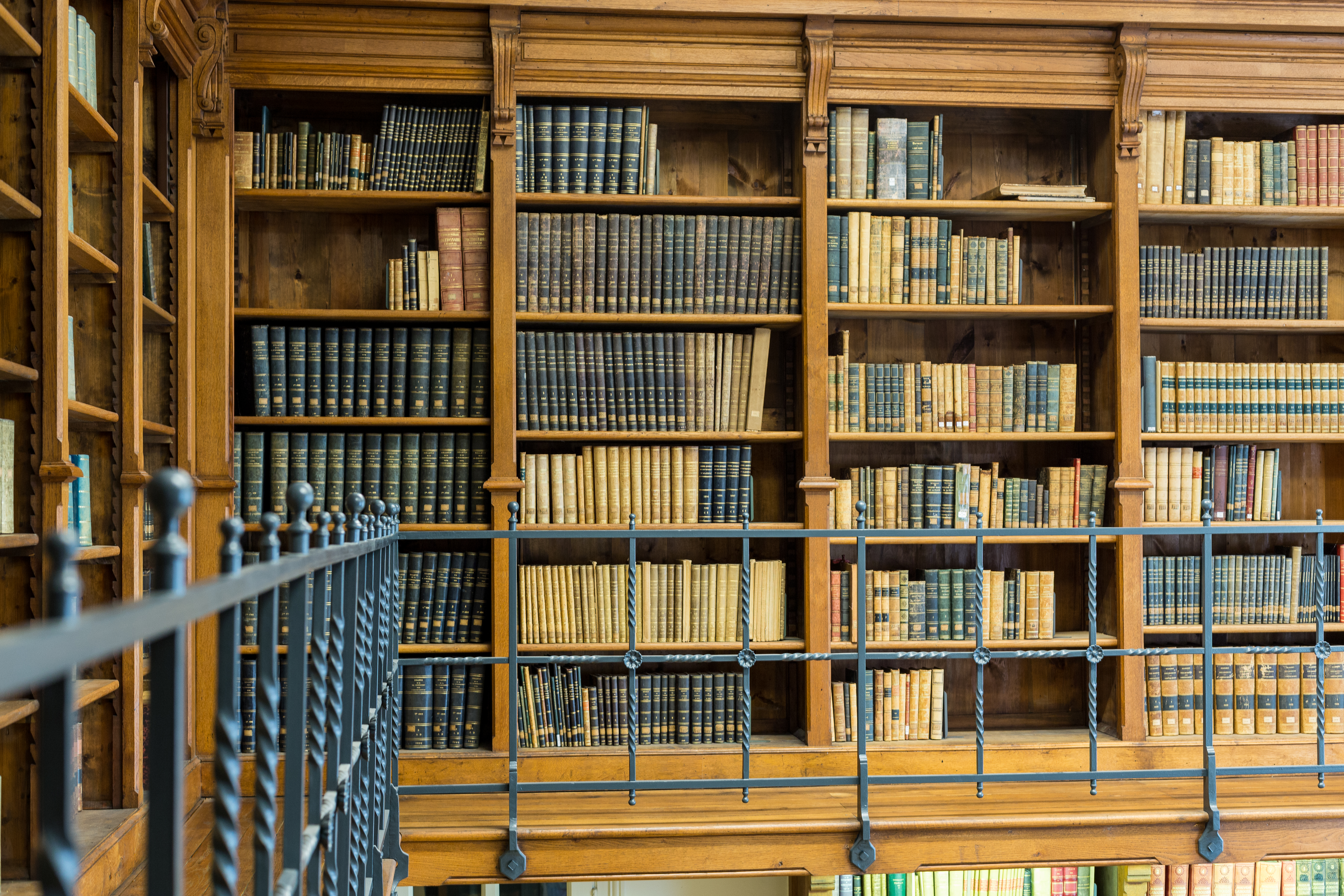
La biblioteca patrimonial.

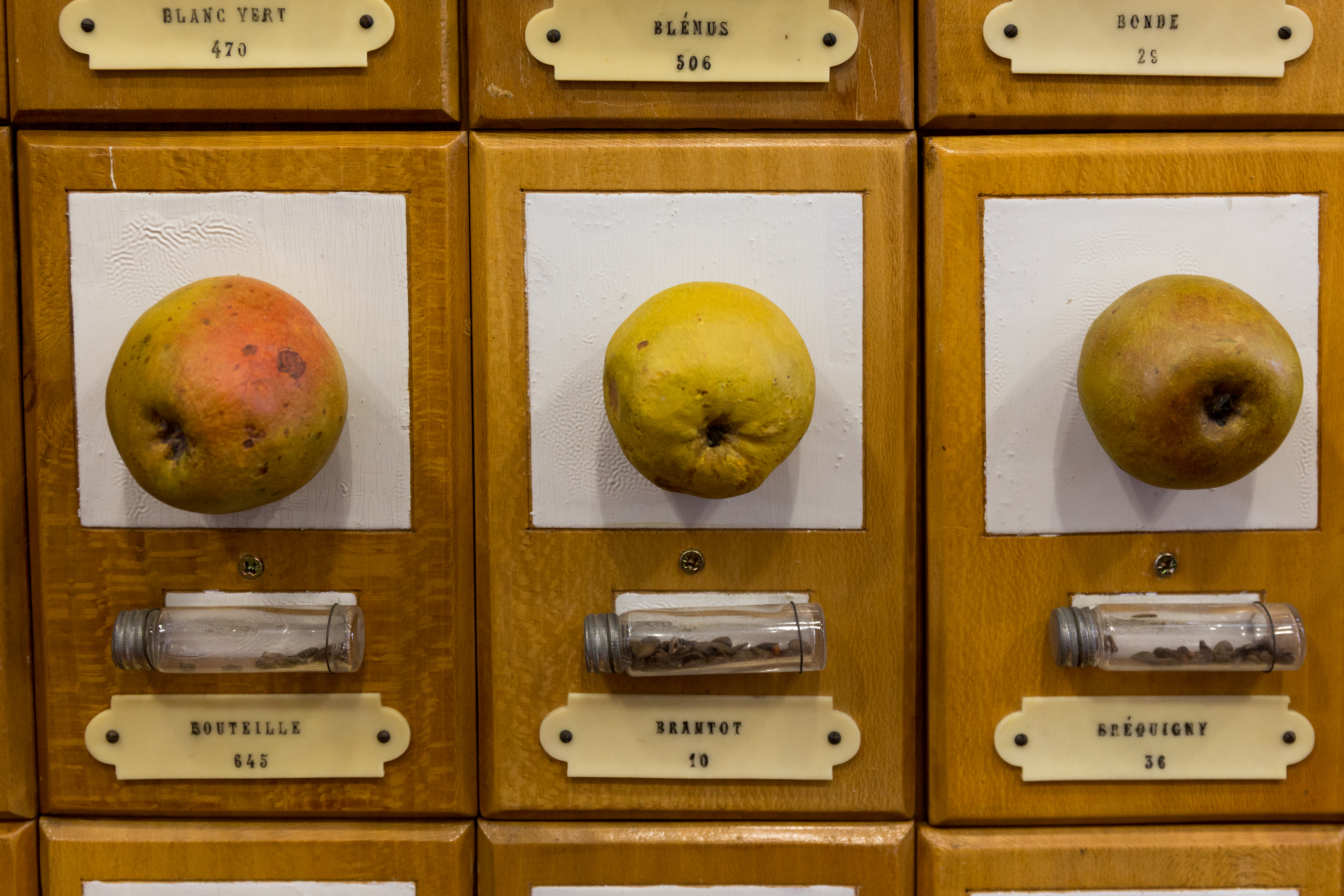
Colección de manzanas de yeso.

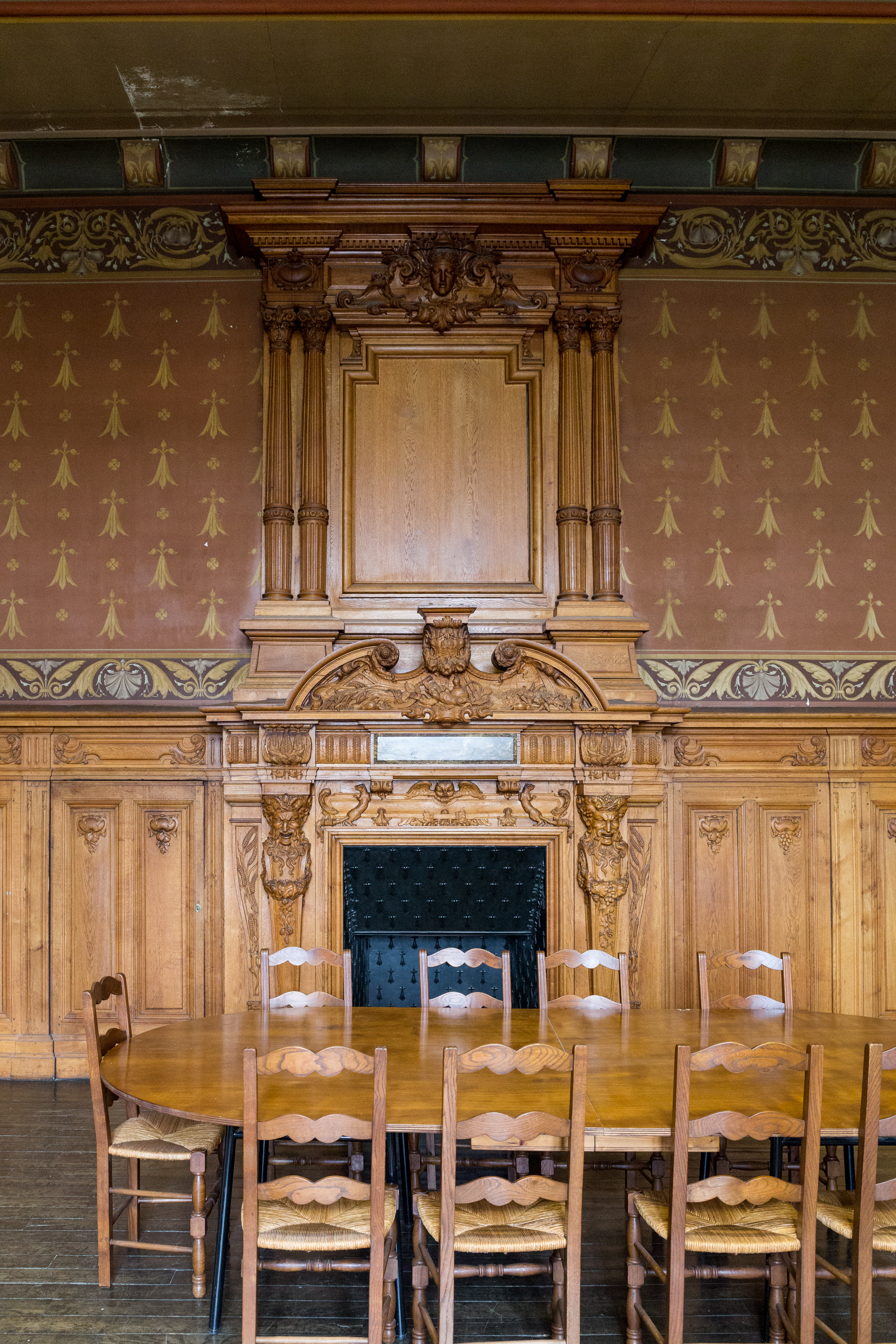
La sala de tesis.

Trasladada a Rennes en 1894, en su actual emplazamiento, al oeste de la ciudad, en la rue de Saint-Brieuc, 65. El sitio de Grandjouan se convierte en una escuela agrícola práctica, de nivel inferior. 
El edificio principal de la escuela fue construido por el arquitecto del departamento en 1896, Jean-Marie Laloy, y está catalogado como monumento histórico el 22 de octubre de 2013. 
La finca Grandjouan se convirtió entonces, por orden del Ministerio de Agricultura, en escuela práctica agrícola, en los edificios anteriormente ocupados por la escuela nacional.  Posteriormente, tras el cierre del recinto, se instalarán allí habitaciones para huéspedes. 

### Escuela Nacional Superior Agronómica (1962)
En 1962, el establecimiento se convirtió en escuela nacional superior de agronomía (ENSA) a raíz de la ley de modernización de la enseñanza agrícola .
Bajo la supervisión del Ministerio de Agricultura, la Escuela Nacional de Agronomía de Rennes (sigla ENSAR), escuela de ingeniería francesa, forma ingenieros agrónomos . Además, está autorizado, desde el decreto de 9 de marzo de 1988, a expedir, por sí solo, el doctorado.

### Escuela Nacional Superior Femenina de Agronomía (1964-1992)
La Escuela Nacional Superior Femenina de Agronomía (ENSFA) fue creada el 20 de agosto de 1964. Inicialmente, tras la escuela nacional de agricultura para niñas, tuvo lugar durante un año en las instalaciones de la escuela situada en la mansión Coëtlogon de Rennes. Luego, se mudó y fue alojada desde la primavera de 1965 en las instalaciones de ENSAR  .
La creación de la escuela nació de una observación : durante la década de 1950, sólo 1,4 % de agrónomos o ingenieros agrónomos son mujeres. Los altos ejecutivos del mundo agrícola son sólo hombres. Así, el objetivo del Ministerio de Agricultura es dar a las mujeres las mismas oportunidades de formación profesional que a los hombres. Se trata, por tanto, de pasar de “ mujeres de ingenieros " a " mujeres ingenieras »  .
El 1 de octubre de 1964, la ENSFA acogió a la primera promoción de mujeres, compuesta por 5 alumnas. Siendo el establecimiento contemporáneo de las escuelas superiores nacionales de agronomía, estaba concebido de manera similar, con 4 años de estudio, y contratación por concurso, nivel bachillerato. El acceso también está abierto a egresados de bachillerato de educación técnica agrícola. El 27 de marzo de 1968, la comisión de títulos de ingeniería otorgó el título de ingeniero de la ENSFA a los egresados de la escuela, lo que le dio reconocimiento nacional al diploma  .
Paul Montagrin es director de ENSFA y ENSAR. Madame Vallée, anteriormente profesora de la escuela agrícola de Coëtlogon, es subdirectora responsable de la ENSFA. Las dos escuelas también tienen el mismo departamento de contabilidad y la misma facultad. Los investigadores del INRA también contribuyen a la docencia. Algunos profesores son específicos de la ENSFA para ciencias básicas, idiomas, planificación rural, lectura rápida. La singularidad del profesorado es un factor de integración de la ENSFA en el complejo agronómico y también un freno a su autonomía  .
El primer año de estudio se realiza en la Facultad de Ciencias para obtener el título en ciencias físicas, químicas y naturales . Se ofrecen varias opciones para el cuarto año que es el año de fin de estudios y especialización. : ciencias económicas y sociales, administración de empresas, relaciones públicas, vivienda rural, ciencias del suelo y de las plantas, zootecnia . La formación lingüística es muy extensa durante la formación y es necesario realizar unas prácticas obligatorias en el extranjero. Se ofrecen clubes a los estudiantes, ya sean actividades culturales, formación estética o incluso ciencias domésticas  .
Otra salida profesional de ENSFA consiste en la enseñanza en escuelas secundarias agrícolas, la investigación, el desarrollo rural y el procesamiento de productos  .
En la primavera de 1970, el principio de diversidad en todos los centros de enseñanza secundaria y superior parecía políticamente deseado. Se pone en duda la identidad femenina de ENSFA. La especificidad de su método de contratación, la solidez de la formación recibida, la insuficiencia de ingenieras en agricultura contribuyen al mantenimiento de la ENSFA que sigue funcionando. Sin embargo, en 1985, las escuelas técnicas de ingeniería ampliaron el ciclo formativo de 4 a 5 años, lo que obligó a una reorganización de todos los títulos. Además, el índice de feminidad en todos los establecimientos ha aumentado significativamente, alcanzando el 45 % en las escuelas agronómicas nacionales, por lo que el plantel está evolucionando hacia el mixto  .

### Instituto Nacional Superior de Formación Agroalimentaria (INSFA)
Por tanto, el nuevo establecimiento cambió de nombre, mediante decreto del 31 de agosto de 1992, para pasar a ser Instituto Nacional Superior de Formación Agroalimentaria (INSFA). Los ingenieros así formados pueden especializarse en tres áreas de especialización. En primer lugar, a través de habilidades tecnológicas y nutricionales para diseñar nuevas líneas de productos. Pero también a través de habilidades en producción y gestión de recursos humanos para emprender y ejecutar proyectos, liderar equipos y comunicar. Y finalmente, a través de habilidades en economía, contabilidad, gestión financiera, marketing, para garantizar el desarrollo de las industrias agroalimentarias en un contexto cada vez más competitivo  .
En 1991, el INSFA fue autorizado a expedir el título de ingeniero. El concurso está abierto a graduados de secundaria y ofrece formación durante 5 años. INSFA constituye, junto con ENSAR, un componente del Centro de Educación e Investigación Agrícola de Rennes  .

### Agrocampus Rennes (2004)
En 2004, la creación del instituto nacional superior de investigación agronómica y agroalimentaria, denominado Agrocampus Rennes, permitió reunir en un solo establecimiento los cursos superiores de formación agronómica y agroalimentaria (ENSAR e INSFA ) que se imparten en el sitio. .
El sitio de Beg-Meil en Fouesnant se añadió a la escuela en 2006. En esta fecha, la escuela absorbió el Centro Nacional de Formación y Experimentación Educativa Beg-Meil fundado en 1968 en Fouesnant en Finistère. Sin embargo, el sitio dejará de contar con el apoyo de la escuela a partir de 2022.

### Instituto Agro Rennes-Angers (2008-2020)
El 1 de julio de 2008, el Agrocampus Rennes y el Instituto Nacional de Horticultura ( INH ) de Angers se fusionan para dar origen al Agrocampus Ouest, que se sitúa en dos centros de formación y de investigación. : Angers y Rennes.
En 2020, Agrocampus Ouest se unió al Institut Agro con la escuela de Montpellier y la escuela de Dijon . En 2022, las tres escuelas se fusionarán definitivamente, con el objetivo de « Impulsar las transiciones agroecológica, alimentaria, digital y climática. » y desarrollar la difusión de la agroecología en las escuelas secundarias agrícolas . Esta fusión va acompañada de una homogeneización de la carta gráfica así como de los nombres de las escuelas: el antiguo establecimiento Agrocampus Ouest adopta su nombre actual: Instituto agro Rennes-Angers.

## Nombres oficiales
- Granja escuela Grandjouan en Nozay (1830-1833)
- Escuela agrícola primaria (1833-1842)
- Instituto Agrícola Occidental (1842-1849)
- Escuela agrícola regional de Grandjouan (1849-1870)
- Escuela Nacional de Agricultura (ENA) de Grandjouan (1870-1896)
- Escuela Nacional de Agricultura (ENA) de Rennes (1896-1962)
- Escuela Nacional Superior de Agronómica de Rennes (ENSAR) (1962-2004)
- Agrocampus Rennes (2004-2022)

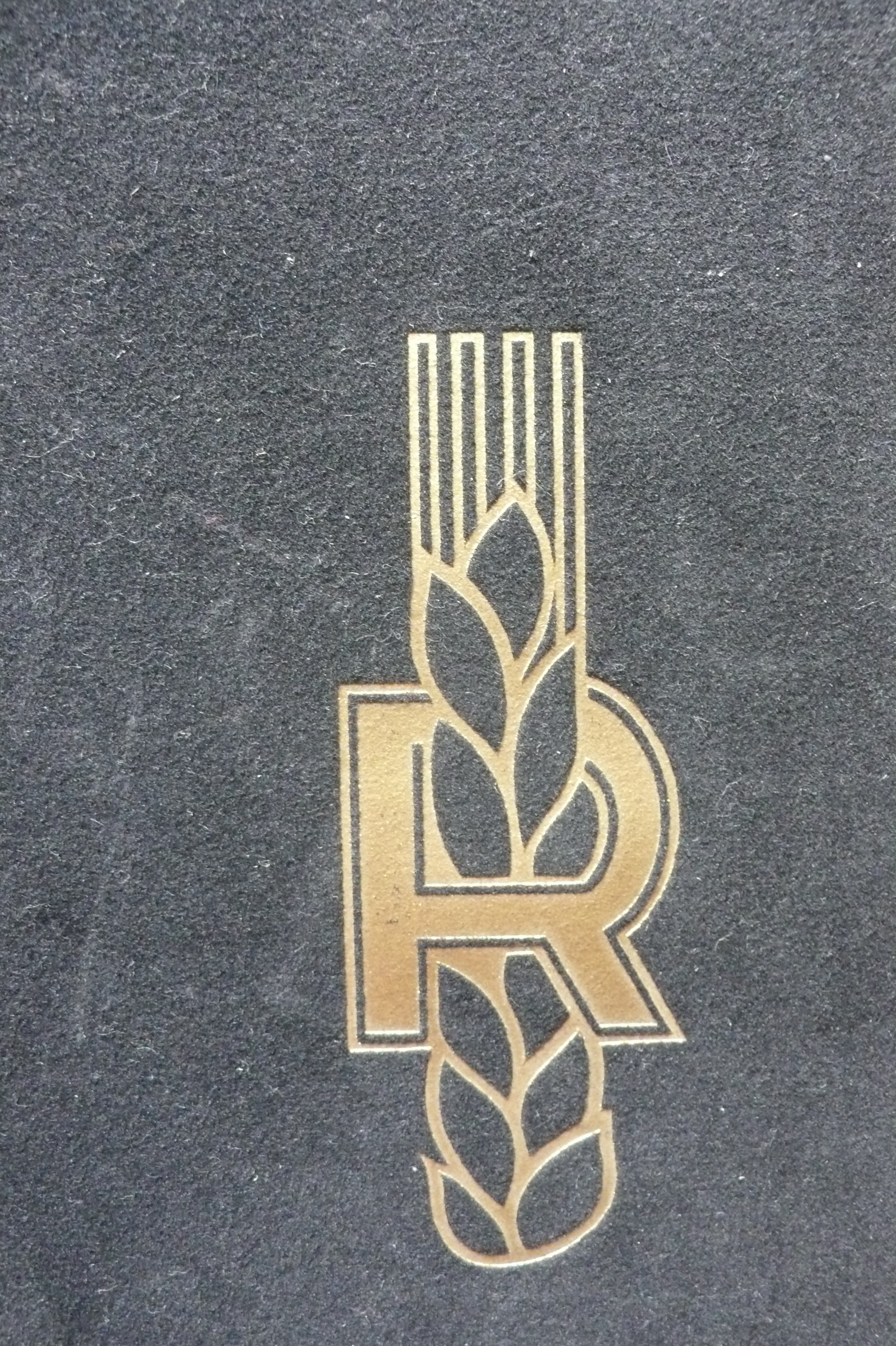
Logo de ENSAR (Escuela Nacional de Agronómica de Rennes).
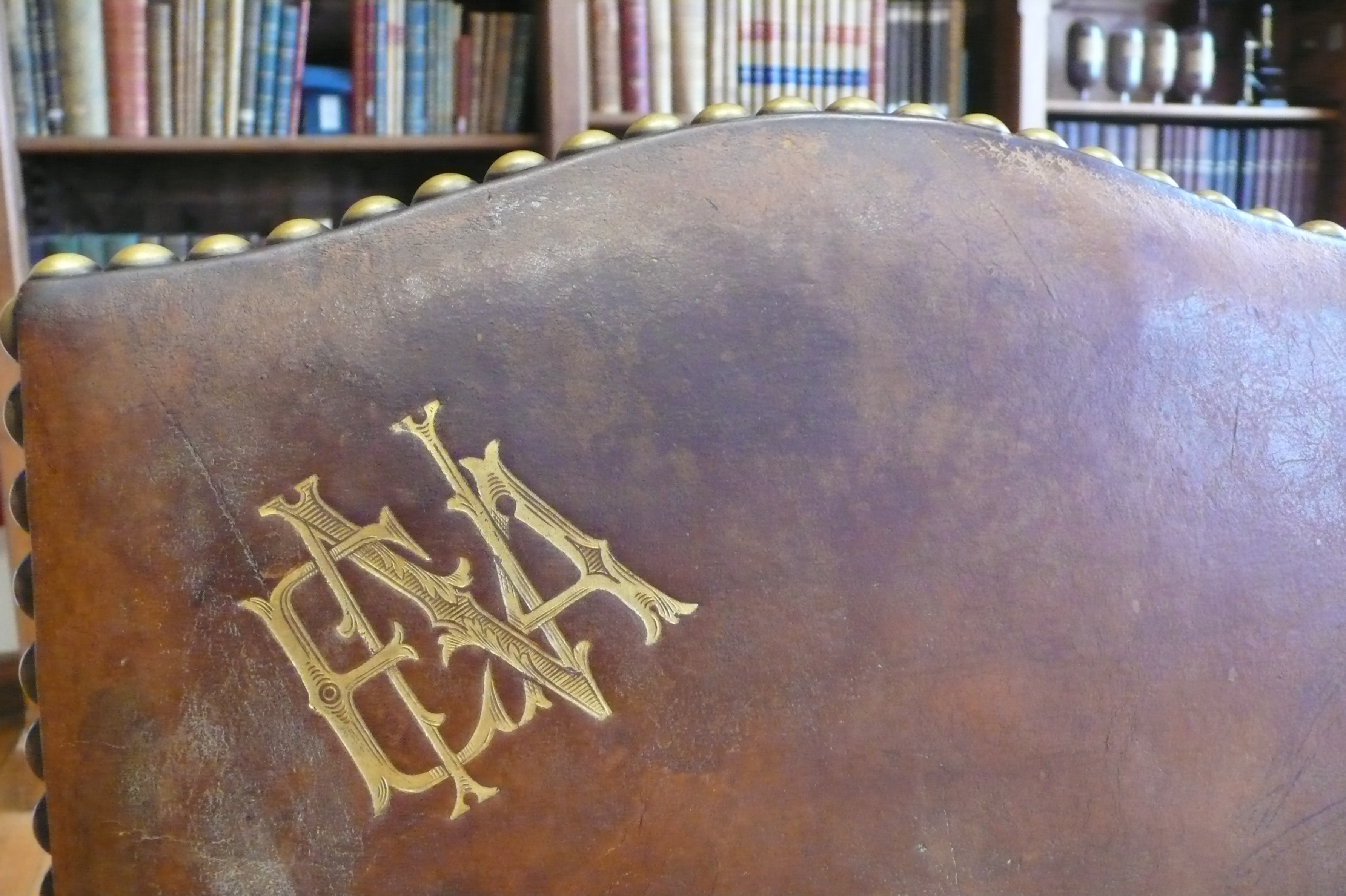
Logo de la ENA (Escuela Nacional de Agricultura).

## Investigación

### Temas de investigación

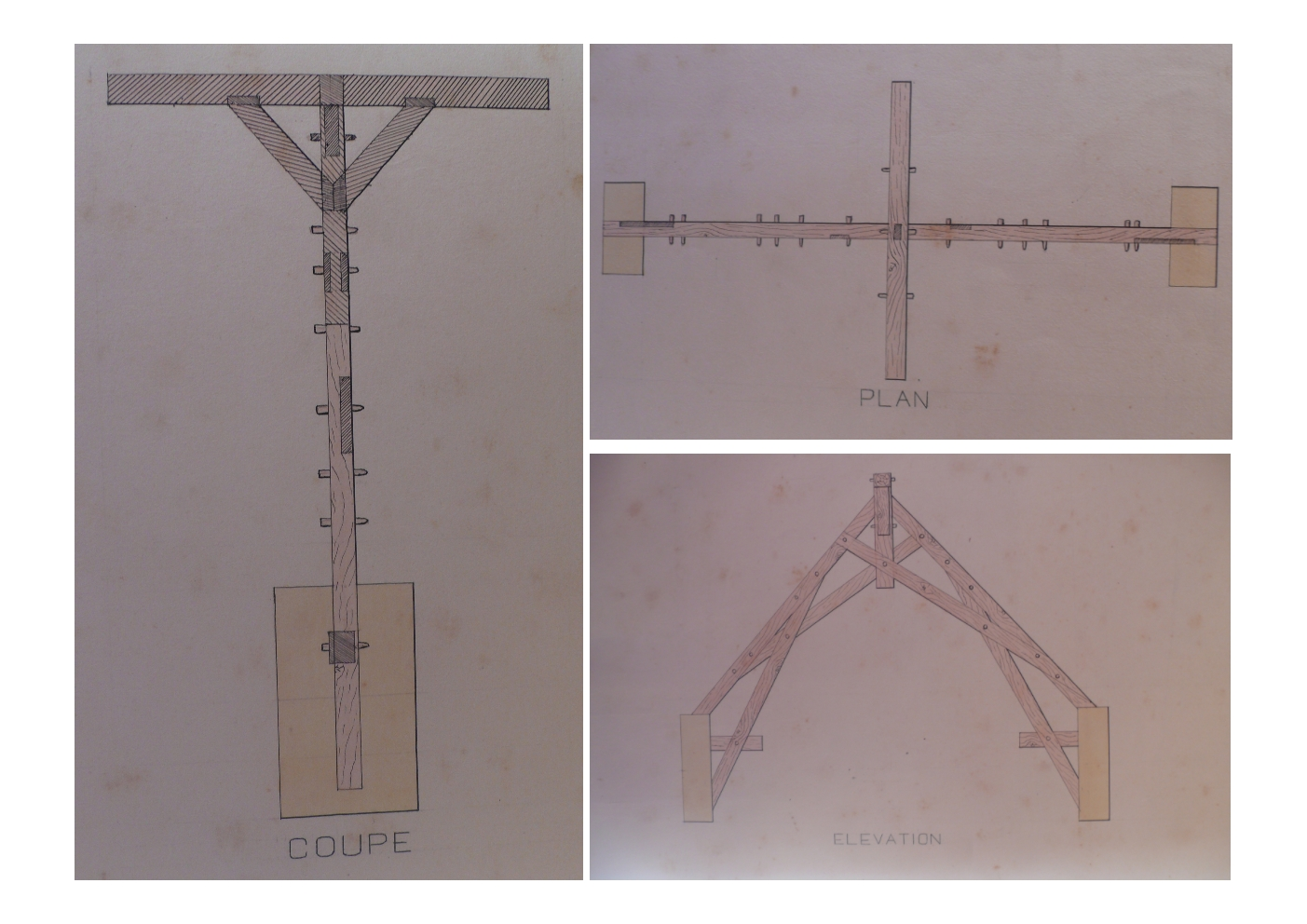
Dibujo realizado durante la clase de ingeniería rural. : construcción de un marco.

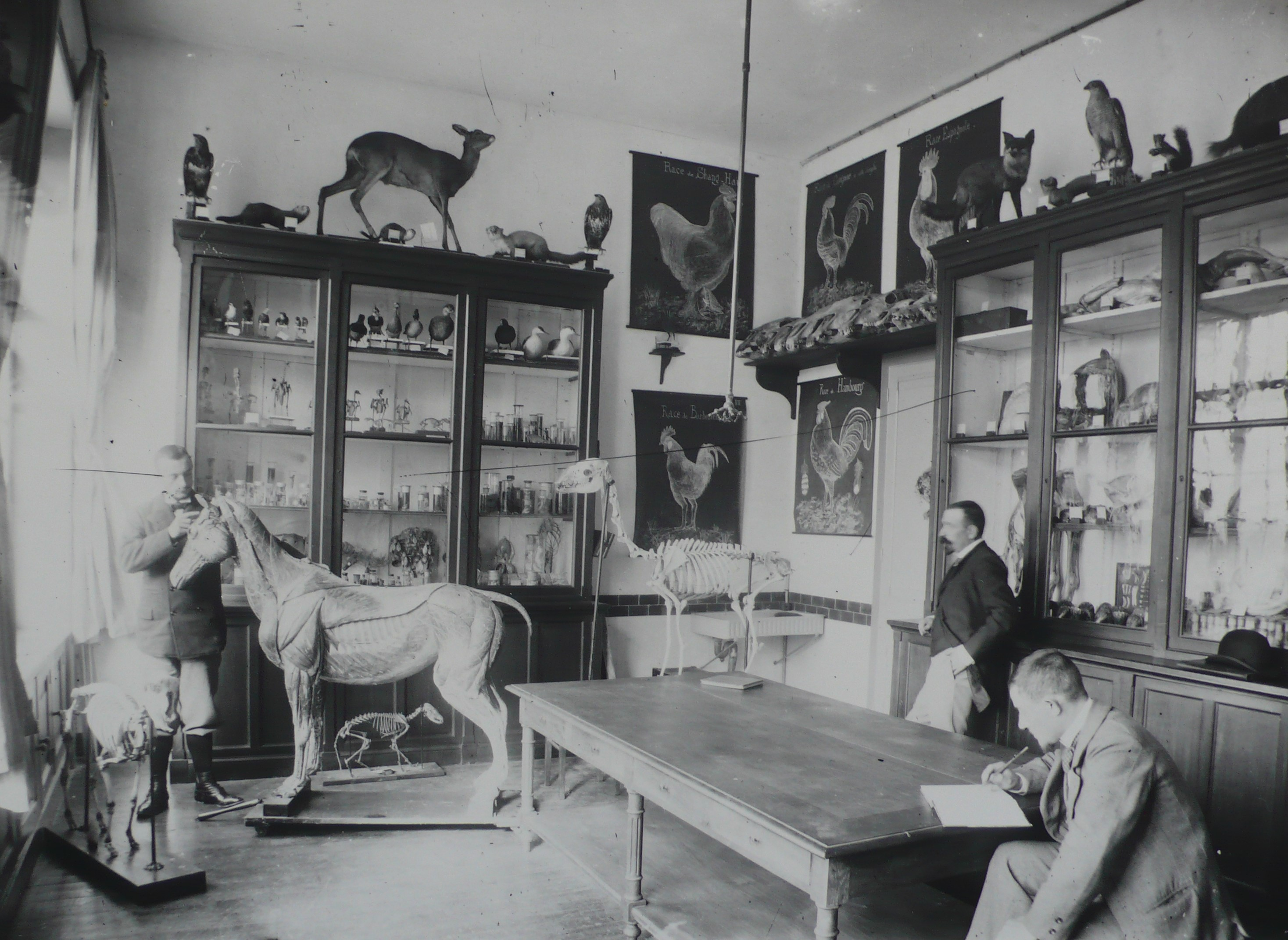
Examen de ciencia animal : el profesor escucha al alumno frente al modelo del caballo, mientras el otro alumno prepara su respuesta a la pregunta dibujada (hacia 1915)

En 1946 se creó el Instituto Nacional de Investigación Agrícola ( INRA ), que poco a poco se fue instalando alrededor de la escuela.
La escuela de Rennes es miembro de la escuela de doctorado de Rennes “ Vida-Agro-Salud », en particular con la Universidad Rennes-I .

### Títulos de ingeniería
La escuela de Rennes entrega diplomas de ingeniería en dos especialidades : ingeniero agrónomo e ingeniero agroalimentario . Los otros dos títulos, ingeniero hortícola e ingeniero paisajista, se ofrecen en Angers.
En el último año se ofrecen varias especializaciones para orientarse al sector profesional y realizar las prácticas de fin de estudios que dan lugar a la defensa de la tesis de ingeniería.

### Cursos impartidos durante la formación.
Durante el XIX XIX siglo, la enseñanza se divide en siete cátedras : agricultura, economía rural, zootecnia, botánica, arboricultura, ingeniería rural, química, tecnología y física (meteorología, mineralogía, geología )  .

## Algunos maestros

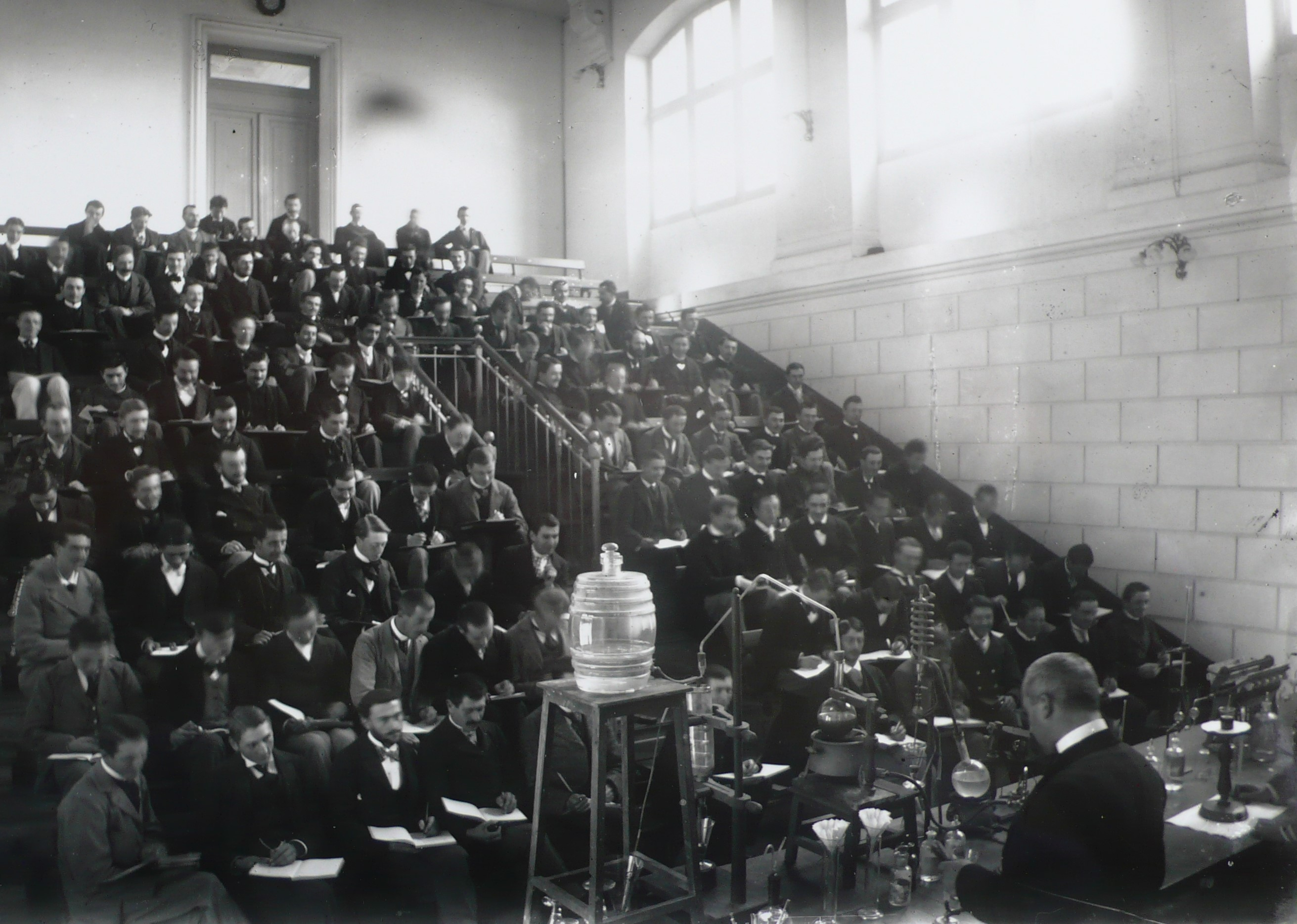
Lección de química impartida por el prof. Félix Paillheret, en el gran anfiteatro Rieffel (hacia 1900).

### Joseph Saint-Gal

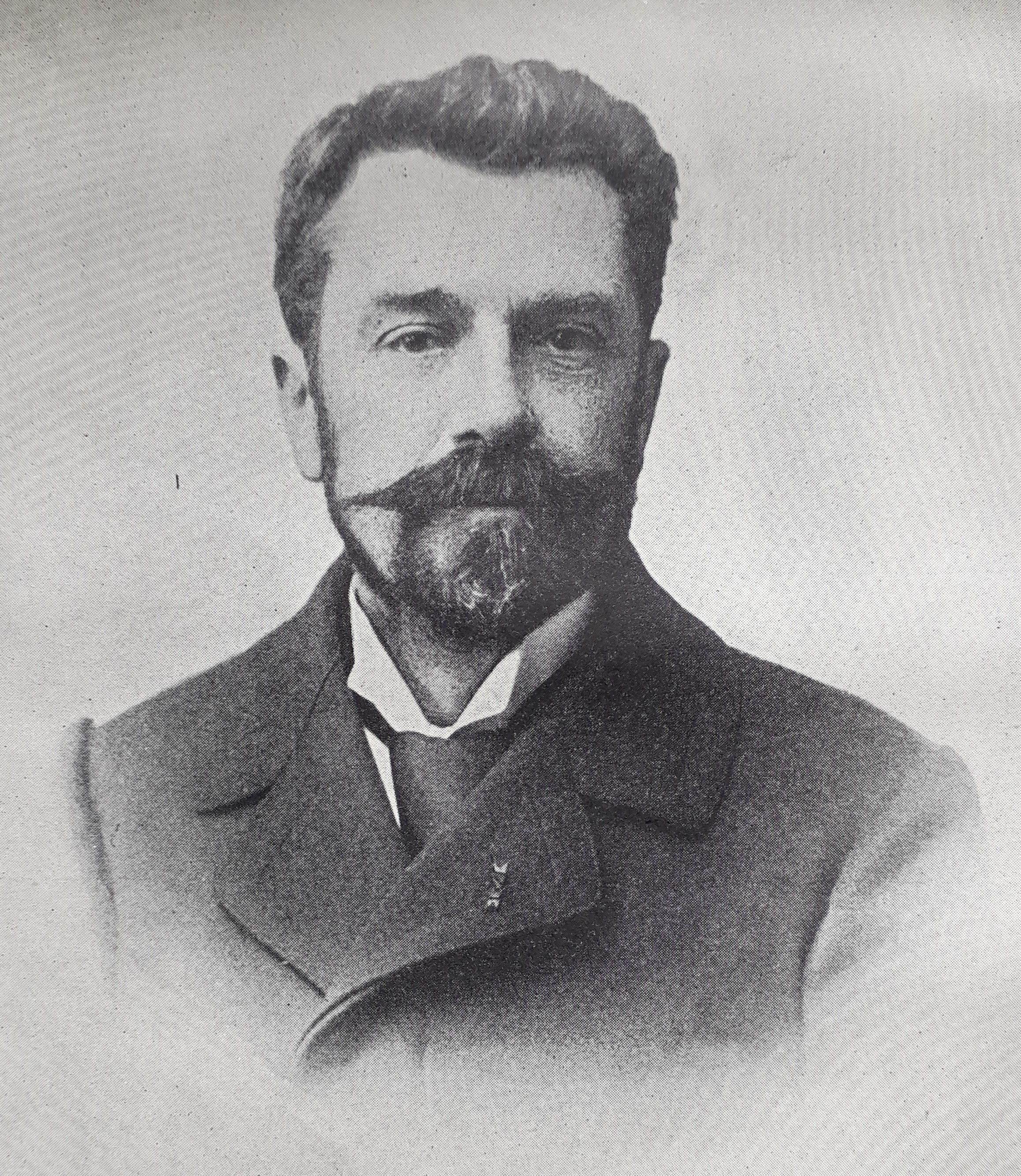
Joseph Saint-Gal

Joseph Saint-Gal (1841-1932) fue el primer tutor-preparador de ingeniería rural y de botánica - silvicultura en 1864. Luego trabajó como profesor en la escuela agrícola imperial de Grignon en 1869, donde permaneció durante un año. Tras convertirse en profesor de la cátedra de botánica y silvicultura, regresó a la escuela nacional de agricultura de Grandjouan en 1870, donde también fue presidente de la asociación de amigos de antiguos alumnos creada en 1863. Autor de varias obras botánicas. En 1865 plantó una secuoya en los terrenos de la escuela Grandjouan ( Wellingtonia gigantea - secuoya gigante ), todavía presente en 2015.

### Felix Pailheret
Félix Pailheret nació el 4 de febrero de 1871 en Commentry en Allier. Después de graduarse en la Escuela Nacional de Agricultura de Rennes en 1887, se convirtió en profesor de química a partir de 1892. Es también director de la Estación de Química Agrícola de Rennes y luego profesor de la Escuela Nacional de Industrias Agrícolas de Douai. Es también autor de un estudio sobre la sidra, coescrito con Louis Annet Seguin. En 1901, formó parte de la Unión Perfecta de Rennes, una logia masónica del Gran Oriente de Francia 

### Óscar Leroux
Oscar Louis Henri Leroux, nacido el 25 de noviembre de 1878 en Longueville en Paso de Calais . Fue jefe de obras de la Escuela Nacional de Agricultura y luego pasó a ser profesor titular de ingeniería rural. También fue primer diputado del alcalde de Rennes ( Jean Janvier ), entre 1912 y 1935, como miembro del partido radical-socialista . También fue elegido miembro del consejo municipal en 1945 después de ser un luchador de la resistencia. Él está en el origen de los campamentos de verano de las escuelas públicas de la ciudad de Rennes. En 1903, formó parte de la Unión Perfecta de Rennes, que es una logia masónica del Gran Oriente de Francia . Murió el 4 de diciembre de 1948 en Rennes.

## Antiguos alumnos
- Cyrille Dubois, artista lírico

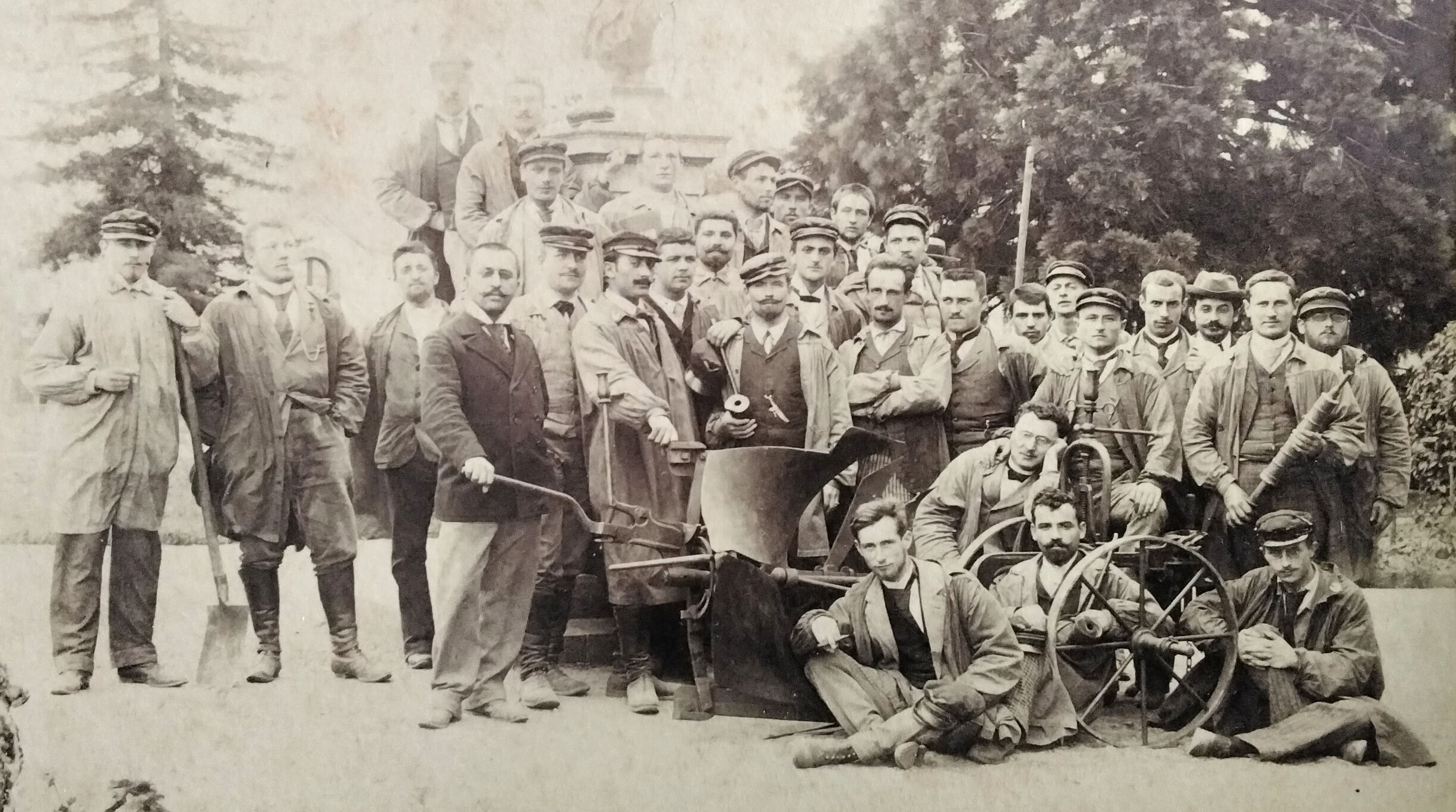
Promoción de 1893 de la Escuela Nacional de Agricultura, entonces situada en Grandjouan (Nozay) algunos años antes de trasladarse a Rennes.

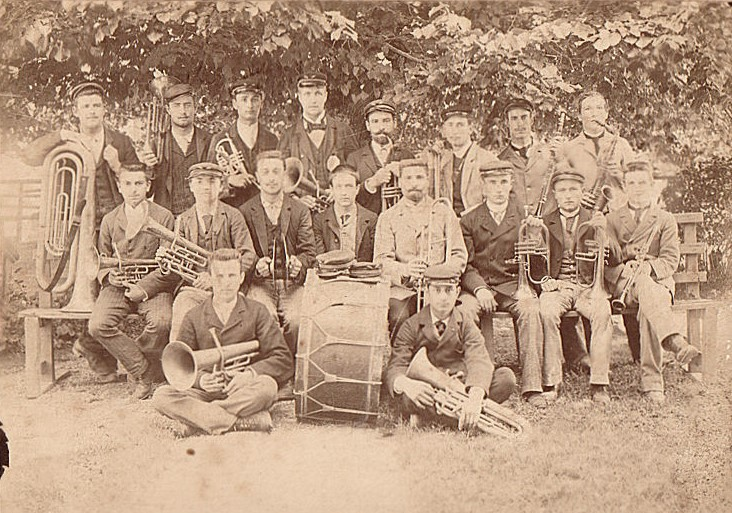
La banda de la Escuela Nacional de Agricultura en 1895.

- Isabelle Autissier, capitana francesa
- Dacian Cioloș, Comisario Europeo de Agricultura y Desarrollo Rural
- Lionel Davoust, escritor fantástico y músico electrónico
- Robert Gerbault, soldado e industrial, hermano de Alain Gerbault
- Claire Girard, combatiente de la resistencia baleada27 août 1944 [23]
- René-François Le Feuvre, agrónomo
- Pierre Méhaignerie (promoción de 1961 ), ministro francés
- Raoul Villain, asesino de Jean Jaurès